# The Simpsons
The Simpsons (Gia đình Simpson) là một chương trình truyền hình hài kịch tình huống hoạt họa nổi tiếng của Hoa Kỳ, một trong những chương trình được chiếu lâu nhất, bắt đầu từ ngày 17 tháng 12 năm 1989 trên hệ thống truyền hình Fox Network cho đến giờ. Đến nay chương trình đã có 728 tập.
Tuy là một chương trình hoạt họa, chương trình này châm biếm nhiều khía cạnh của cuộc đời, đặc biệt là lối sống của tầng lớp lao động và trung lưu tại Mỹ, văn hóa Mỹ và xã hội Mỹ nói chung. Nó đã được chiếu tại nhiều quốc gia trên thế giới trong nhiều ngôn ngữ, và được xem là một trong những sản phẩm văn hóa đại chúng xuất khẩu quan trọng và có nhiều ảnh hưởng nhất của Hoa Kỳ.
Vào ngày 3 tháng 3 năm 2021, sê-ri này đã thông báo rằng đã được đổi mới mùa 33 và 34, sau đó đã xác nhận rằng mỗi mùa có 22 tập, nâng tổng số tập từ 706 đến 750. Mùa 33 đã công chiếu lần đầu vào 26 tháng 9 năm 2021.
Vào ngày 14 tháng 1 năm 2000, Gia đình Simpson đã được trao ngôi sao trên Đại lộ Danh vọng Hollywood.

## Các nhân vật và câu chuyện
Các chuyện trong The Simpsons thường xảy ra trong một thị trấn tại Mỹ tên là Springfield. Địa điểm của thị trấn này tại Mỹ không được nói rõ vì nó tượng trưng cho một thị trấn bình thường. Các câu chuyện của chương trình này thường xoay quanh một gia đình trong tầng lớp lao động có họ là Simpson: cha mẹ, ba đứa con và các súc vật nuôi trong nhà. Các nhân vật chính là:
- Homer Simpson: người cha trong gia đình, khoảng 36 tuổi, làm nhân viên kiểm tra an toàn tại một nhà máy điện hạt nhân. Ông yêu vợ và các con nhưng quá... đần độn, khiến ông và gia đình phải lâm vào nhiều cuộc phiêu lưu khó tưởng tượng được.
- Marge Simpson: người mẹ, làm nội trợ. Bà là một người phụ nữ thông minh nhưng theo mẫu “rập khuôn” trong vai trò truyền thống của vợ và mẹ.
- Bart Simpson: con trai cả, 10 tuổi, học sinh lớp 4. Tính tình nghịch ngợm, thường quấy rầy cha mẹ và em gái Lisa và thầy cô trong trường.
- Lisa Simpson: con thứ nhì, 8 tuổi, học sinh lớp 2. Học giỏi, khôn ngoan hơn các đứa trẻ cùng lứa khác, nhưng ít có cơ hội trổ tài. Tuy rất khôn, Lisa vẫn có các ưa thích như các bé gái cùng tuổi như búp bê. Lisa thường có những tư tưởng khác biệt các thành viên khác trong gia đình (ăn chay, theo đạo Phật, v.v.).
- Maggie Simpson: con gái út, chưa biết nói, có thể là thần đồng.

Ngoài ra chương trình có rất nhiều nhân vật phụ, như các giáo viên tại trường tiểu học Bart và Lisa đang học, các đồng nghiệp của Homer, các viên chức chính phủ, các láng giềng của gia đình, và họ hàng của gia đình, v.v. Nhiều nhân vật đôi khi được lồng tiếng bởi những người nổi tiếng như các ca sĩ, vận động viên, nhà bác học, diễn viên, nhà chính trị, v.v.
Một trong những đề tài bị đem ra châm biếm nhiều nhất trong The Simpsons là các người nắm quyền. Việc này đã khiến một số nhân vật thủ cựu xã hội chỉ trích chương trình trong những năm đầu. Hầu hết các nhân vật cầm quyền trong chương trình đều bị miêu tả một cách xấu: Homer không có tinh thần trách nhiệm, trái với nhân vật người cha trong những chương trình truyền hình truyền thống. Cảnh sát trưởng Clancy Wiggum thì lại mập, lười và tham nhũng, không tôn trọng các quyền của những người bị bắt. Thị trưởng Quimby cũng tham nhũng, ăn chơi phung phí với phụ nữ. Seymour Skinner, hiệu trưởng Trường tiểu học Springfield, thì lại rụt rè, còn sống với mẹ (trong xã hội Mỹ, rất ít người đàn ông trên 30 tuổi còn sống với gia đình). Ông là một cựu quân nhân trong Chiến tranh Việt Nam, thường có nhiều ký ức về thời gian tại Việt Nam. Đức cha Lovejoy, mục sư tại nhà thờ địa phương, thì lại rất thích phê bình người khác. Trong khi các nhân vật trên chỉ bất tài chứ không có ác tâm, có một nhân vật bị xem là thật sự độc ác: Montgomery Burns chủ nhân của Nhà máy điện hạt nhân Springfield và là sếp của Homer.
Tuy nhiên, trong những năm gần đây nhiều người có khuynh hướng thủ cựu lại ca ngợi chương trình này. Một trong những lý do là chương trình đề cao gia đình truyền thống (nuclear family - cha mẹ và các con sống trong một nhà) trong khi các chương trình khác đang cho thấy các gia đình không truyền thống (cha mẹ ly dị, hay không có con cái). Trong khi chương trình này có đề cập đến vấn đề ngoại tình, các việc này không xảy ra trong gia đình Simpson, và đến cuối mỗi tập, tình yêu giữa Homer và Marge càng đậm thêm. Về mặt tâm linh, Thượng đế đã hiện thân một vài lần và can thiệp vào chuyện của các nhân vật, và người láng giềng Ned Flanders được xem là một người sùng đạo gương mẫu.
Cốt truyện của hầu hết các chương trình tập trung vào cuộc phiêu lưu của một thành viên nào đó trong gia đình, thường là Homer. Tuy nhiên, các việc xảy ra khó định trước được và tùy thuộc vào nhân vật. Các câu chuyện thường xảy ra gồm có:
- Homer có việc làm mới và hay có kế kiếm tiền nhanh.
- Marge có việc làm hay có thú tiêu khiển mới.
- Bart làm hỏng việc và cố gắng sửa sai.
- Lisa theo một tư tưởng hay nhóm chính trị nào mới.
- Cả gia đình đi du lịch.

## Lịch sử
Các nhân vật thoạt tiên được Matt Groening tạo ra cho một chương trình truyền hình khác (chương trình này, The Tracey Ullman Show, không còn được chiếu nữa) trên hệ thống truyền hình Fox Network mới được thành lập. Sau khi được khán giả hưởng ứng nồng nhiệt, The Simpsons được ra mắt trong chương trình riêng đặc biệt cho ngày lễ Giáng Sinh. Ngay sau đó, chương trình trở thành phổ biến. Vì Bart là một đứa trẻ nghịch ngợm không chịu học hành, chương trình này gây ra nhiều cuộc tranh luận. Các nhóm phụ huynh và thủ cựu cho rằng một nhân vật hoạt hình như Bart là một gương xấu cho trẻ em. Cựu đệ nhất phu nhân Barbara Bush, trong một cuộc phỏng vấn với tuần báo People, cho rằng chương trình này là chương trình "ngu xuẩn" nhất mà bà từng xem và đã bị chương trình châm biếm ngay sau đó (nhưng sau này bà đã thay đổi ý kiến và đề cao chương trình).
Trong ngày 9 tháng 2 năm 1997, The Simpsons đã vượt qua The Flintstones (Gia đình Flintstone) để trở thành chương trình hoạt họa chiếu vào những giờ có nhiều người xem nhất (primetime). Đến năm 2005, nó đã trở thành chương trình hài hước được chiếu lâu nhất trên truyền hình Hoa Kỳ, và nếu nó vẫn còn được chiếu năm 2009, nó sẽ trở thành chương trình buổi tối lâu đời nhất trong lịch sử truyền hình Mỹ.
Qua nhiều năm, hầu hết mọi nhân vật chính của The Simpsons đã xuất hiện trên bìa của nhiều nguyệt san. Chương trình này đã đoạt kỷ lục với số người nổi tiếng lồng tiếng lên đến trên 300. Nó đã đoạt cả tá giải thưởng, trong đó có 21 giải Emmy, 22 giải Annie, một giải Peabody và vô số giải thưởng khác.
Các diễn viên lồng tiếng đã nhiều lần tranh chấp với Fox về vấn đề lương bổng. Trong năm 1998 họ đã nghỉ làm việc, buộc Fox phải tăng lương họ từ $30.000 đến $125.000 mỗi show.
Một phim phỏng theo chương trình này đang được dựng và được trình chiếu vào ngày 27 tháng 7 năm 2007.

## Ảnh hưởng

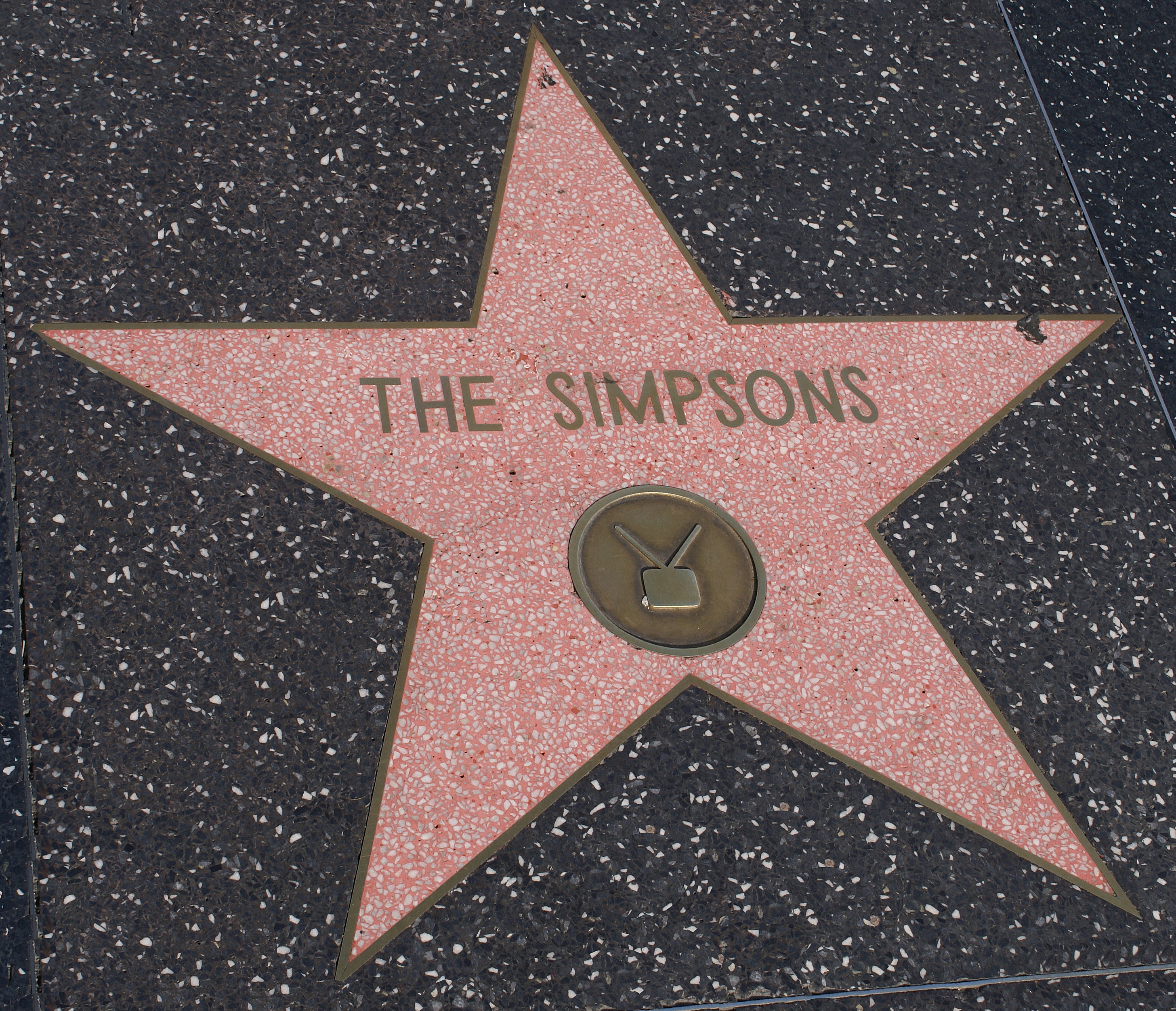
The Simpsons đã được tặng một ngôi sao trên Đại lộ danh vọng Hollywood.

The Simpsons là một trong những biểu tượng dễ nhận ra nhất đối với người Mỹ. Tuy hình thức là hoạt hình, để hiểu sâu các điều khôi hài trong chương trình đòi hỏi khán giả phải có kiến thức về lịch sử, khoa học, văn học, triết học, v.v. Vì thế, chương trình không những được trẻ em ưa thích mà còn được giới trí thức tán thưởng. Chương trình đã được nhiều nhà phê bình đề cao từ lúc ban đầu và một số tác giả đã viết sách nghiên cứu so sánh chương trình này với nhiều tư tưởng triết học.
Sự thành công của chương trình này đã cho phép Fox và một số hệ thống truyền hình khác thí nghiệm với một số chương trình hoạt hình cho người lớn khác, như Family Guy, Futurama, King of the Hill, South Park, v.v. Nhiều câu nói từ The Simpsons đã được lặp lại nhiều lần và trở thành quen thuộc (từ D'oh được Homer thường thốt lên đã trở thành một từ chính thức trong từ điển tiếng Anh Oxford).
Trong số phát hành năm 1998 viết về các thành tích trong các môn nghệ thuật và giải trí trong thế kỷ 20, tuần báo Time đã gọi The Simpsons là chương trình truyền hình hay nhất trong thế kỷ. Đồng thời trong số báo đó, Bart Simpson cũng được đưa vào danh sách 100 nhân vật có ảnh hưởng nhiều nhất. Nó là nhân vật giả tưởng duy nhất trong danh sách này.